# زفتا
زفتا (به عربی: زفتا) یک منطقهٔ مسکونی در لبنان است که در شهرستان نبطیه واقع شده‌است.